# 小行星99928
小行星99928（99928 Brainard）是一颗绕太阳运转的小行星，为主小行星带小行星。该小行星于2000年3月4日发现。
該小行星以美國外科醫生布拉德利·J·布萊納德（Bradley J. Brainard）命名。

## 轨道参数
小行星99928的轨道半长轴为3.0989378 UA，离心率为0.148。